# Алменара (микрорегион)
Алменара (порт. Microrregião de Almenara) — микрорегион в Бразилии, входит в штат Минас-Жерайс. Составная часть мезорегиона Жекитиньонья. Население составляет 179 658 человек (на 2010 год). Площадь — 15 439,638 км². Плотность населения — 11,64	 чел./км².

## Демография
Согласно сведениям, собранным в ходе переписи 2010 г. Национальным институтом географии и статистики (IBGE), население микрорегиона составляет:						
| Полное население                             | Полное население                             | Полное население                             | Полное население                             | 179 658 |
| -------------------------------------------- | -------------------------------------------- | -------------------------------------------- | -------------------------------------------- | ------- |
| в том числе:                                 | Городское население                          | 128 228                                      | Процент городского населения, %              | 71,37   |
|                                              | Сельское население                           | 51 430                                       | Процент сельского населения, %               | 28,63   |
|                                              | Мужское население                            | 91 767                                       | Процент мужского населения, %                | 51,08   |
|                                              | Женское население                            | 87 891                                       | Процент женского населения, %                | 48,92   |
| Плотность населения, чел/км²                 | Плотность населения, чел/км²                 | Плотность населения, чел/км²                 | Плотность населения, чел/км²                 | 11,64   |
| Население микрорегиона в % к населению штата | Население микрорегиона в % к населению штата | Население микрорегиона в % к населению штата | Население микрорегиона в % к населению штата | 0,92    |

## Статистика
- Валовой внутренний продукт на 2003 год составляет 456 930 587,00 реалов (данные: Бразильский институт географии и статистики).
- Валовой внутренний продукт на душу населения на 2003 год составляет 2622,27 реалов (данные: Бразильский институт географии и статистики).
- Индекс развития человеческого потенциала на 2000 год составляет 0,640 (данные: Программа развития ООН).

## Состав микрорегиона
В составе микрорегиона включены следующие муниципалитеты:
1. Алменара
2. Бандейра
3. Дивизополис
4. Фелисбургу
5. Жасинту
6. Жекитиньонья
7. Жоаима
8. Жордания
9. Мата-Верди
10. Монти-Формозу
11. Палмополис
12. Риу-ду-Праду
13. Рубин
14. Салту-да-Дивиза
15. Санта-Мария-ду-Салту
16. Санту-Антониу-ду-Жасинту